# Les Hommes du bunker
Les Hommes du bunker est un livre de Uwe Bahnsen (de) et James P. O'Donnell (en) paru en 1976 aux éditions Robert Laffont, sur les derniers jours de Hitler et de ses hommes dans leur bunker durant la bataille de Berlin.
En 1981, George Schaefer réalise Le Bunker, les derniers jours d'Hitler, un téléfilm inspiré de ce livre, avec notamment Anthony Hopkins dans le rôle de Hitler.